# Bridgeport (New York)
Bridgeport statisztikai település az USA New York államában, Madison és Onondaga megyében. Lakosainak száma 1389 fő (2020. április 1.).

## Népesség
A település népességének változása:

| 2010 | 1 490 |
| 2020 | 1 389 |